# 58e parallèle nord
Pour les articles homonymes, voir 58e parallèle.
En géographie, le 58e parallèle nord est le parallèle joignant les points de la surface de la Terre dont la latitude est égale à 58° nord.

## Géographie

### Dimensions
Dans le système géodésique WGS 84, au niveau de 58° de latitude nord, un degré de longitude équivaut à 59,133 km ; la longueur totale du parallèle est donc de 21 288 km, soit environ  53,1% de celle de l'équateur. Il en est distant de 6 431 km et du pôle Nord de 3 571 km,.
Comme tous les autres parallèles à part l'équateur, le 58e parallèle nord n'est pas un grand cercle et n'est donc pas la plus courte distance entre deux points, même situés à la même latitude. Par exemple, en suivant le parallèle, la distance parcourue entre deux points de longitude opposée est 10 644 km ; en suivant un grand cercle (qui passe alors par le pôle nord), elle n'est que de 7 142 km.

### Durée du jour
À cette latitude, le soleil est visible pendant 18 heures et 11 minutes au solstice d'été, et 6 heures et 27 minutes au solstice d'hiver.